# Le Biscuit
A Le Biscuit é uma rede de lojas de departamento brasileira que vende itens de artigos de decoração, pintura, brinquedos, materiais escolares, papelaria e armarinho, festa, utilidades para o lar, dentre outros, estando entre as maiores no Brasil no setor. Em 2013, a rede expandiu seus negócios e agora comercializa também celulares, tablet e smartphones, além de eletrodomésticos e portáteis.
Atualmente, possui lojas em 14 estados: Goiás, Bahia, Paraíba, Sergipe, Pará, Pernambuco, Rio Grande do Norte, Maranhão, Minas Gerais, São Paulo, Espírito Santo, Ceará, Piauí e Alagoas.
Em 2022, anunciou fusão com a rede Casa & Video com planos de faturamento superior a R$ 3 bilhões ao ano, uma possível abertura de capital na B3, além de mais de cinco mil colaboradores e 400 lojas espalhadas pelas regiões Sudeste, Norte, Nordeste e Centro-Oeste. A transação ainda depende da aprovação do CADE.

## História
Tendo sua origem na cidade baiana de Feira de Santana, onde fora fundada em 1968 por Aristóteles Martins Santana. Abriu sua primeira loja em 1992, em Salvador, sendo a pioneira no conceito de rede de variedades no estado.